# Фишер, Джон (святой)
Джон Фишер (англ. John Fisher; 1469, Беверли — 22 июня 1535, Лондонский Тауэр) — епископ Рочестерский, канцлер Кембриджского университета, кардинал. Не признал Акта о супрематии и был казнён Генрихом VIII. Канонизирован Римско-Католической церковью.

## Ранние годы
Джон Фишер родился в 1469 году в Беверли, графство Йоркшир, один из четырёх детей преуспевающего торговца Роберта Фишера и его жены Агнес. После смерти мужа в 1477 году Агнес вышла замуж вторично и родила ещё пятерых детей. Джон Фишер поддерживал близкие отношения с многочисленными братьями и сёстрами в течение всей своей жизни.
Первоначально Джон Фишер обучался в приходской школе в Беверли, затем (с 1484 года) продолжил образование в кембриджском колледже Майклхаус. В 1487 году стал бакалавром, а в 1491 году магистром искусств; в это же время был рукоположён в сан викария в Норталлертоне, но затем отказался от бенефиция ради трудов в Кембриджском университете. Последовательно занимал ряд должностей. В 1502 году стал Профессором богословия леди Маргарет Кембриджского университета, а в 1504 году был избран канцлером Кембриджского университета, неоднократно переизбирался на этот пост, а затем получил его пожизненно. Будучи канцлером, способствовал финансовому процветанию университета, приглашал сюда известных европейских учёных (в том числе Эразма Роттердамского), ввёл в учебную программу, помимо традиционных древнегреческого и латыни, ещё и иврит. Совмещал университетскую работу с проповеднической деятельностью.

## Связь с Тюдорами и епископство
В 1497 году Джон Фишер стал капелланом и духовником Маргарет Бофор, матери короля Генриха VII. Под его влиянием Маргарет Бофор основала в Кембридже два новых колледжа (англ. St John's и англ. Christ's) и оказывала значительную материальную поддержку университету. Благодаря Маргарет Бофор и её почтительному сыну Генриху VII, 14 октября 1504 года папа Юлий II назначил Джона Фишера епископом Рочестера.
Рочестер был одной из самых бедных английских епархий и рассматривался обычно в качестве первой ступени духовной карьеры, но Фишер не пожелал дальнейших перемещений и всю последующую жизнь оставался на своей кафедре. Назначение епископом не помешало Фишеру сохранять все последующие годы пост канцлера Кембриджского университета. Предполагается, что под влиянием Маргарет Бофор Джон Фишер был назначен также наставником её внука, будущего Генриха VIII. В 1509 году Джон Фишер проповедовал на погребениях обоих своих благодетелей — Маргарет Бофор и Генриха VII, тексты его проповедей сохранились до настоящего дня. Близость к Тюдорам не помешала Фишеру вступить в спор со своим бывшим учеником Генрихом VIII из-за наследства Маргарет, значительная часть достояния которой была завещана Кембриджскому университету. Впрочем, этот конфликт не имел в это время никаких последствий для Фишера.
В 1512 году Джон Фишер был назначен одним из английских представителей на Пятый Латеранский собор, но его отъезд в Рим был сначала отложен, а затем вообще отменён. Впрочем, собор, созывавшийся для начала реформ в Церкви, ограничился лишь декларациями, а уже в 1517 году с опубликованием Лютером 95 тезисов в Европе началась Реформация. До этого момента Фишер не отрицал необходимости реформ в Церкви, но с началом Реформации занял твёрдую контрреформационную позицию. Предполагается, что Фишер мог быть действительным автором трактата Генриха VIII «В защиту семи таинств» (1521), направленного против Лютера и принёсшего монарху почётный титул «защитника веры». 11 февраля 1526 года по поручению короля Джон Фишер произнёс публичную проповедь против Лютера у лондонского собора святого Павла, а в 1529 году арестовал и допрашивал Томаса Хиттона, одного из последователей Уильяма Тиндейла.

## Начало английской Реформации и конфликт с королём

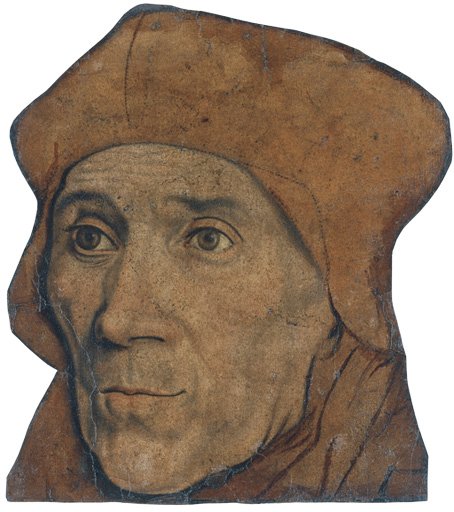
Портрет Джона Фишера (Национальная галерея, Лондон)

В 1527 году Генрих VIII инициировал вопрос об аннулировании своего брака с Екатериной Арагонской. В 1528 году под совместным председательством папского легата кардинала Кампеджо и кардинала Уолси начался судебный процесс. В ходе процесса были зачитаны письменные мнения английских епископов, в том числе и Фишера, якобы поддержавших короля. Фишер заявил, что его показания фальсифицированы, он сам категорически против аннулирования брака и, подобно своему патрону Иоанну Крестителю, готов умереть за принцип нерушимости брака. Разгневанный Генрих VIII был вынужден письменно опровергать возражения Фишера. Недостаточные показания свидетелей со стороны Генриха VIII, твёрдая позиция Екатерины Арагонской и Джона Фишера вынудили Кампеджо отложить суд, а затем перенести заседания в Рим. Попытка Генриха VIII расторгнуть брак в ходе рядовой судебной процедуры была сорвана, что побудило его предпринять в дальнейшем шаги по разрыву с папским Римом.
В ноябре 1529 года Джон Фишер, в качестве епископа являвшийся членом Палаты лордов, выступил в парламенте с предупреждением, что парламентское вмешательство в дела Церкви незаконно. В ответ члены Палаты общин обратились к Генриху VIII с жалобой на Фишера, оскорбившего парламент. Король потребовал от Фишера объяснений, каковые были ему предоставлены, после чего Генрих VIII заявил, что удовлетворён действиями епископа. В 1530 году Фишер, совместно с епископами Бата и Или, обратился к папе Клименту VII с жалобой на незаконные действия парламента против Церкви. Это обращение дало Генриху VIII повод объявить апелляции к папе по вопросам Церкви незаконными и запретить их. Трое апеллянтов, в том числе Фишер, были арестованы, но вскоре освобождены.
В феврале 1531 года Фишер принимал участие в соборе английского духовенства, обвинённого Генрихом VIII в государственной измене (заключалась в принесении клятв верности папе при посвящении в сан). Епископам было высочайше позволено искупить свою вину выплатой штрафа в 100 тысяч фунтов в казну; духовенство было вынуждено признать Генриха VIII главой Церкви, но, по настоянию Фишера, полномочия короля были подтверждены с оговоркой («насколько позволяет Божественный закон»). Через несколько дней была совершена попытка отравить Фишера, и, хотя Генрих VIII выразил негодование по поводу преступления, общественное мнение обвиняло в неудавшемся отравлении короля.
Стремительное развитие событий в сторону разрыва с Римом вызвало протест верных католиков: в мае 1532 года, Томас Мор ушёл в отставку с поста лорда-канцлера, а в июне того же года Джон Фишер публично произнёс проповедь против готовящегося королевского развода. Тем не менее, в январе 1533 года Генрих VIII тайно женился на Анне Болейн, а в марте 1533 года новым архиепископом Кентерберийским стал Томас Кранмер, заранее одобривший аннулирование королевского брака без участия папы. В мае 1533 года Томас Кранмер своей властью объявил брак Генриха VIII и Екатерины Арагонской аннулированным.

## Аресты и низложение Фишера
Джон Фишер был арестован в марте 1533 года, обвинения против него так и не были предъявлены, и он был освобождён в июне того же года. Возможным объяснением этого ареста может служить желание Генриха VIII лишить Фишера возможности выразить мнение по поводу аннулирования королевского брака (май) и коронации Анны Болейн (1 июня).
Осенью 1533 года последовала череда арестов лиц, связанных с монахиней Элизабет Бартон «Кентской девой», публично обвинявшей короля в прелюбодеянии и предрекавшей его скорую смерть. Джон Фишер, публично одобривший пророчества Кентской девы, избежал заключения только из-за своей болезни в декабре 1533 года. В марте 1534 года против Кентской девы и её приверженцев был издан особый парламентский акт, согласно этому акту Джон Фишер был приговорён к конфискации имущества и тюремному заключению на срок, угодный королю. Генрих VIII помиловал Фишера после выплаты штрафа в 300 фунтов.
В том же марте 1534 года парламент принял Акт о престолонаследии, объявлявший наследниками трона детей Генриха VIII и Анны Болейн, совершенно отстранявший дочь Екатерины Арагонской Марию. Акт об измене обязывал подданных под страхом обвинения в государственной измене клятвенно подтвердить своё согласие с новым порядком престолонаследия. Джон Фишер отказался от присяги и 26 апреля 1534 года был заключён в Тауэр. Принятие парламентом в ноябре 1534 года Акта о супрематии окончательно закрепило за Генрихом VIII статус главы Церкви, что позволило королю осуществлять церковный суд.
В ноябре 1534 года Джон Фишер, в соответствии с Актом об измене, был осуждён, его имущество было конфисковано, а 2 июня 1535 года кафедра епископа Рочестерского была объявлена вакантной. Заключение Фишера в Тауэре продолжалось больше года, ему было позволено принимать помощь от друзей, но отказано в праве общаться со священниками. Сохранилось письмо Фишера к Томасу Кромвелю с жалобами на невыносимые условия заключения.

## Суд над Джоном Фишером и казнь

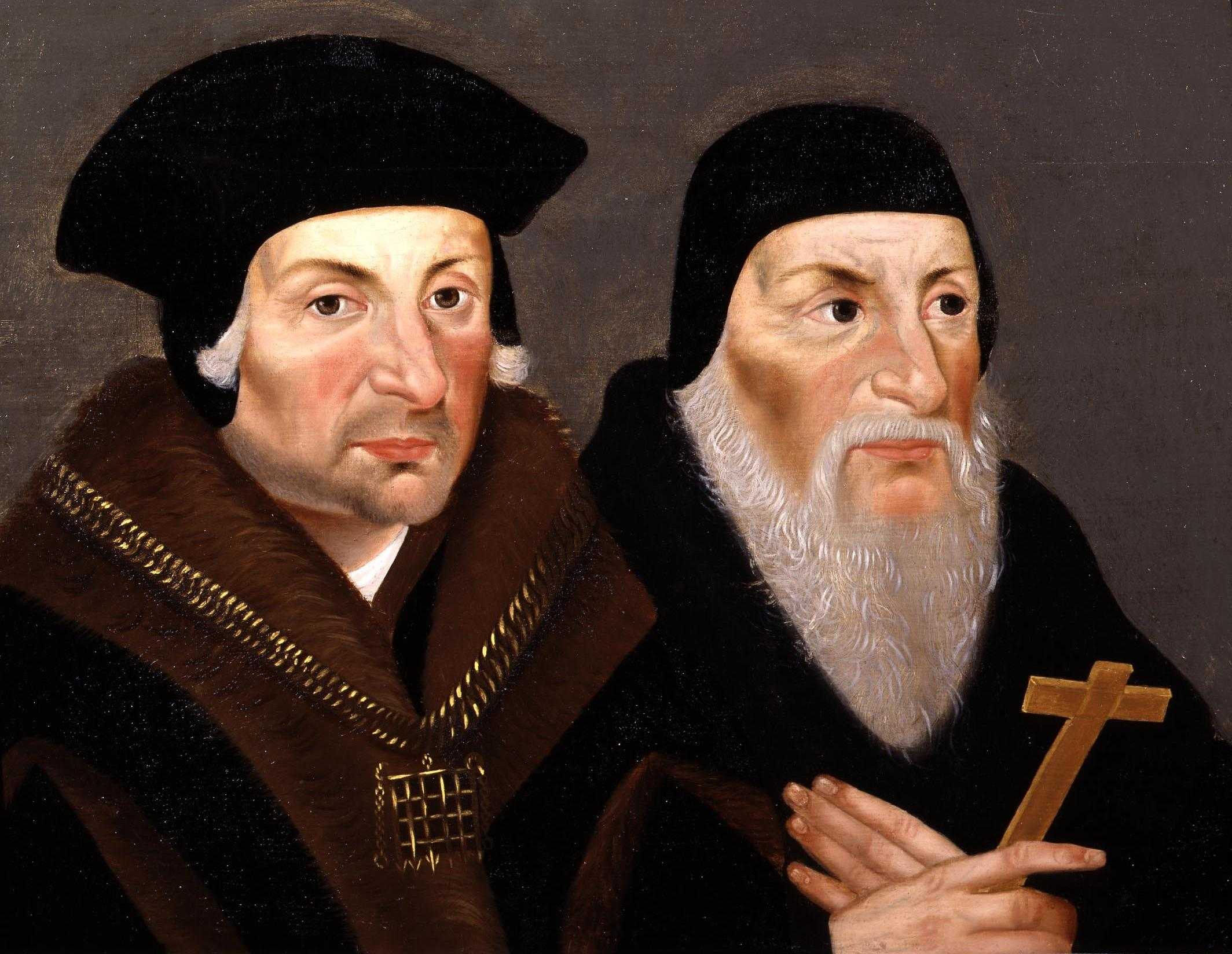
Святые Томас Мор и Джон Фишер

Как и Томас Мор, также арестованный по схожему обвинению, Джон Фишер не присягал без объяснения причин, одновременно отказываясь выразить собственное мнение о порядке наследования и Акте о супрематии, что не позволяло предъявить ему обвинения в публичном отказе от парламентских актов. Несмотря на выбранную тактику, Джон Фишер в итоге попался на провокацию: 7 мая 1535 году к нему в камеру прибыл Ричард Рич, сообщивший узнику, что Генрих VIII, ради спасения своей души, желает тайно узнать мнение бывшего епископа о законности принятых парламентских актов. Джон Фишер сказал Ричу, что, по его мнению, король не может по Божественному закону быть главой Церкви. Это частное мнение Фишера стало главным обвинением против него на последовавшем судебном процессе.
Против Джона Фишера неожиданно сыграл папа Павел III, пожаловавший ему сан кардинала. Разгневанный Генрих VIII заявил, что в обмен на кардинальскую шапку он вышлет папе голову, для которой эта шапка предназначалась. 17 июня 1535 года Джон Фишер вновь предстал перед судом (в числе его судей были Томас Кромвель и отец Анны Болейн) по обвинению в государственной измене. Так как Фишер был уже лишён королём епископского сана, его судили как обычного мирянина. Единственным свидетелем со стороны обвинения выступал Ричард Рич. Суд счёл показания Рича достаточными и приговорил Джона Фишера к так называемой квалифицированной казни — повешению, потрошению, четвертованию и обезглавливанию, заменённой по решению Генриха VIII обычным отсечением головы. Так как общественное мнение видело множество параллелей в судьбах Джона Фишера и Иоанна Крестителя, король приказал казнить Фишера до праздника Рождества Иоанна Предтечи.
Джон Фишер был обезглавлен в Тауэре 22 июня 1535 года. Его обнажённое тело было оставлено на эшафоте до вечера, а затем без совершения погребальной службы захоронено на кладбище у церкви Всех святых близ Тауэра. После казни Томаса Мора (6 июля 1535 года) обезглавленные останки обоих мучеников были погребены в часовне Святого Петра в оковах в Тауэре. Голова епископа была выставлена на Лондонском мосту, но, поскольку она привлекала к себе сочувственное внимание горожан, через две недели была выброшена в Темзу.

## Канонизация
Джон Фишер и Томас Мор остались в памяти потомков жертвами королевского произвола и беззакония. 29 декабря 1886 года папа Лев XIII причислил обоих к лику блаженных, а 19 мая 1935 года они были канонизированы Пием XI. В настоящее время оба почитаются в качестве святых и Церковью Англии. В коллекте, посвящённой святому Джону Фишеру, католики просят: «Отче, ты утвердил истинную веру мученическим венцом. Молитвами святых Джона Фишера и Томаса Мора да обретём мужество свидетельствовать о нашей вере самой нашей жизнью…»

## В культуре
- В британско-ирландско-канадском историческом телесериале «Тюдоры» (2007—2010) роль Джона Фишера исполняет британский актёр Боско Хоган.
- В мини-сериале «Волчий зал» (2015) роль Джона Фишера исполняет британский актер Ричард Дерден.